# Jan Rajchel (prawnik)
Jan Maciej Rajchel (ur. 24 lutego 1881 w Jaćmierzu, zm. 10 kwietnia 1937 w Sanoku) – polski prawnik z tytułem doktora, adwokat, urzędnik, działacz społeczny, burmistrz Sanoka.

## Życiorys

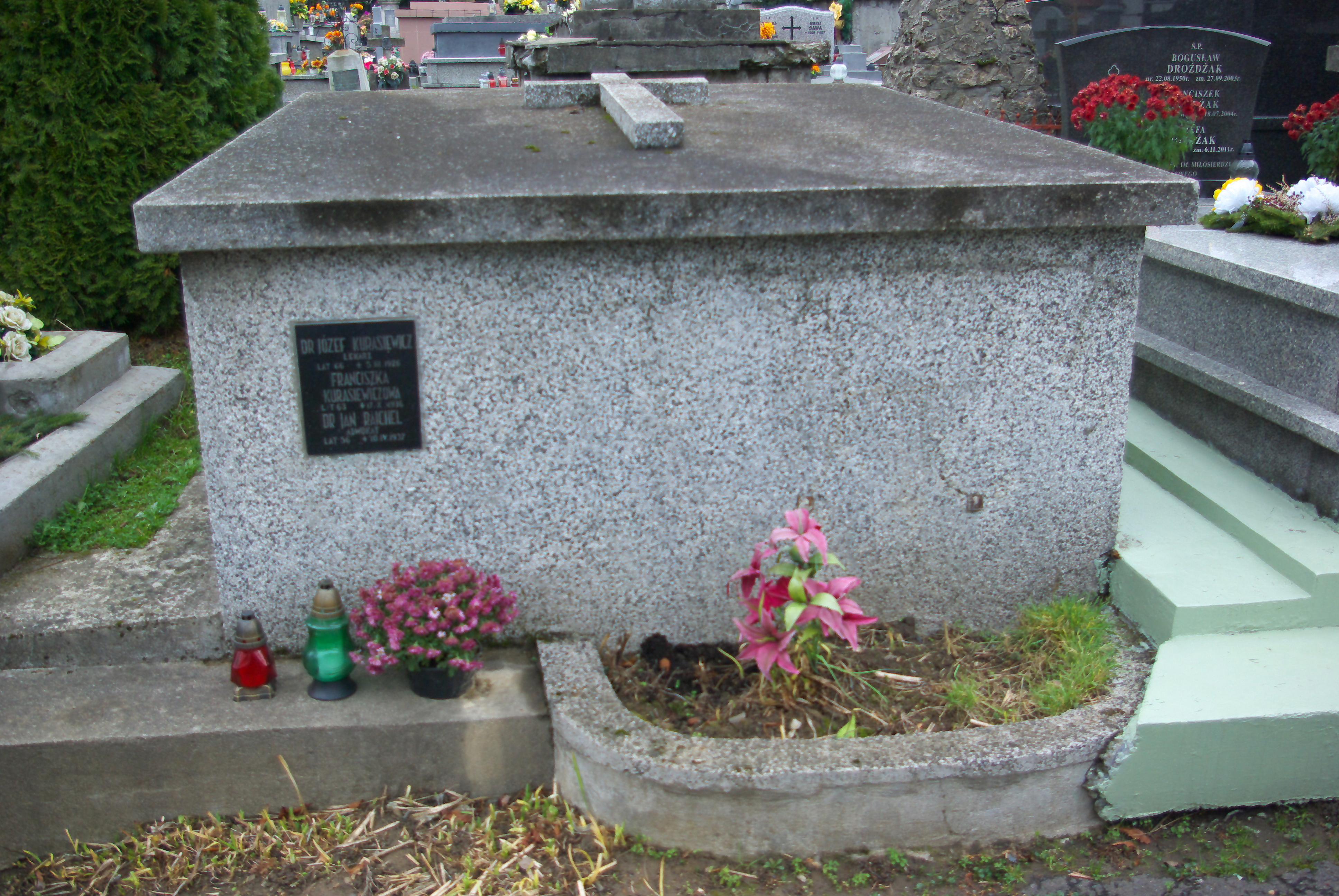
Grobowiec rodziny Kurasiewiczów i Jana Rajchla

Urodził się 24 lutego 1881 w Jaćmierzu. Był synem Łukasza (rolnik w Jaćmierzu) i Marii z domu Dolińskiej. W 1903 zdał egzamin dojrzałości w C.K. Gimnazjum w Sanoku (w jego klasie byli m.in. Jan Killar, Franciszek Wanic, Władysław Żarski). W 1907 został absolwentem Wydziału Prawa Uniwersytetu Franciszkańskiego we Lwowie uzyskując stopień doktora praw. Uczestniczył w pracy demokratycznej młodzieży akademickiej. W Sanoku otwrzył kancelarię i pracował jako adwokat.
W 1918 wraz z innymi osobistościami miejskimi (jako przewodniczący Wojciech Ślączka oraz m.in. Adam Pytel, Feliks Giela, Paweł Biedka, Karol Zaleski oraz wojskowi kpt. Antoni Kurka i kpt. Franciszek Stok) funkcjonował w ramach powołanego 20 października 1918 Komitetu Samoobrony Narodowej, który 31 października/1 listopada 1918 dokonał bez walk przejęcia władzy w Sanoku. Tuż po tym współpracował z Romanem Skoczyńskim na rzecz Polskiego Stronnictwa Ludowego „Piast”, które zwyciężyło w Sanoku podczas pierwszych po odzyskaniu niepodległości wolnych wyborach parlamentarnych 26 stycznia 1919. Obaj byli redaktorami pisma „Sanoczanin” (dwa numery na przełomie lutego i marca 1919), a potem pisma pod nazwą „Ziemia Sanocka” od 1919 do 1921 (Rajchel był redaktorem naczelnym tego pisma do numeru 26 z 7 września 1919, po czym zastąpił go Roman Skoczyński jako redaktor odpowiedzialny od numeru 27 z 12 października 1919). Działając w piśmie obaj prowadzili akcje agitacyjne wspierające kandydatów PSL „Piast”. W trakcie wojny polsko-bolszewickiej ochotniczo zgłosił się do służby wojskowej, lecz wkrótce został zwolniony. Następnie udzielał się w ramach propagandy, prowadząc wykłady na uniwersytecie żołnierskim.
W latach 20. był przewodniczącym zarządu Czytelni Mieszczańskiej w Sanoku. Był wybierany radnym miejskim (należał do klubu mieszczańskiego), w tym w 1928. 12 stycznia 1928 Rada Miasta Sanoka wybrała go na stanowisko wiceburmistrza (burmistrzem został wówczas Jan Porajewski). Od października 1929 był zastępcą burmistrza Tadeusza Malawskiego, od marca 1931 jego zastępcą na stanowisku Tymczasowego Zarządu, powołanego w związku z połączeniem gminy Sanok i gminy Posada Olchowska, wówczas był jednym z reprezentantów Rady Miasta w komisjach, które miały prowadzić rozmowy w Wydziale Powiatowym w sprawie przyłączenia Posady Olchowskiej.
9 lutego 1932 drugi raz burmistrzem Sanoka został wybrany Tadeusz Malawski, zaś wiceburmistrzem wybrano Rajchla. 3 marca 1934 wybrany burmistrzem, a wiceburmistrzem został Maksymilian Słuszkiewicz. Został radnym w 1934. Jego poglądy i sympatie polityczne ulegały zmianom. Reprezentował opcję endecką, potem działał w ramach wspomnianego PSL „Piast”, zaś następnie przeszedł do Bezpartyjnego Bloku Współpracy z Rządem. 3 marca 1934 został wybrany burmistrzem Sanoka i w tej funkcji funkcjonował z ramienia BBWR.
W czasie pełnienia przez niego funkcji włodarza miasta nastąpiło:
- 21 marca 1934 podpisanie w Warszawie umowy pożyczki z Funduszem Pracy (Sanok reprezentowali Malawski i Rajchel) w kwocie 105 000, która miała zostać przeznaczona na zatrudnianie bezrobotnych[30], wsparcie to przyczyniło się do pozytywnych efektów w stanie i rozwoju miasta,
- poprawa sytuacji gospodarczej Sanoka, zwiększenie produkcji i zatrudnienia,
- ulepszenie stanu czystości miasta, w sposób planowany usuwano nieczystości, dokonywano urządzania wyglądu obiektów[36],
- odnowienie rynku, w tym ratusza, przebudowa rzeźni miejskiej,
- od lutego 1934 budowa i oddanie do użytku wodociągów 24/25 czerwca 1936 (ujęcie wody zainstalowano w Trepczy, zaś zbiornik rezerwuarowy w Parku miejskim im. Adama Mickiewicza[37].
- wybudowanie w latach 1935–1937 okazałego budynku przy ul. Tadeusza Kościuszki 4, w którym mieściła się w nim Komunalna Kasa Oszczędności Miasta Sanoka. Budowę gmachu nadzorował naczelnik Wydziału Technicznego w magistracie miejskim, inż. Roman Wajda[38].
- Zjazd Górski w Sanoku w dniach 14-17 sierpnia 1936, wydarzenie o największej randze kulturalnej w Sanoku w czasie II Rzeczypospolitej (Jan Rajchel został członkiem sanockiego komitetu organizacyjnego Zjazdu[39], a po jego zorganizowaniu został wybrany do Rady Naczelnej Związku Ziem Górskich[40]).
- w 1936 powstała Sanocka Fabryka Akumulatorów[41].
- zostały uporządkowane cmentarze sanockie.

W czasie urzędowania na stanowisku burmistrza był prezesem rady nadzorczej Komunalnej Kasy Oszczędności Królewskiego Wolnego Miasta Sanoka. W 1936 został opracowany czteroletni plan inwestycyjny mający na celu poprawę stanu miasta. Uniemożliwił to zły stan zdrowia Rajchla, który na początku 1937 z powodu choroby serca zrezygnował z posady burmistrza, zaś 10 kwietnia 1937 zmarł. W maju 1937 Rada Miasta wybrała na jego następcę, Maksymiliana Słuszkiewicza.
Na stanowisku burmistrza otrzymywał roczne uposażenie w wysokości 6332 zł. W wyborach parlamentarnych w 1935 bez powodzenia kandydował do Sejmu IV kadencji (1935–1938) w okręgu wyborczym nr 77 Sanok.
Działał społecznie. Wraz z m.in. Franciszkiem Martynowskim i Władysławem Lisowskim współtworzył powołany 7 sierpnia 1921 sanocki oddział Związku Strzeleckiego i został jego przewodniczącym. 25 lipca 1934 został wybrany członkiem zarządu Towarzystwa Przyjaciół Ziemi Sanockiej. Był członkiem sanockiego gniazda Polskiego Towarzystwa Gimnastycznego „Sokół”. W 1929 był jednym z założycieli sanockiego koła Polskiego Towarzystwa Tatrzańskiego. Był członkiem wspierającym Katolicki Związek Młodzieży Rękodzielniczej i Przemysłowej w Sanoku.
10 września 1919 w Sanoku poślubił Zofię Annę Kurasiewicz (ur. 1898, córka lekarza dr. Józefa Kurasiewicza). Miał z nią córkę Annę (ur. 1924, od 1945 do 1956 żona oficera Wojska Polskiego Józefa Bomze), syna Stanisława i jeszcze jedną córkę. Uchwałą Rady Miejskiej w Sanoku z 10 lipca 1930 został uznany przynależnym do gminy Sanok. W latach 30. był w Sanoku przypisany do adresów: ulicy Kazimierza Wielkiego, ulicy Tadeusza Kościuszki 29. Zmarł 10 kwietnia 1937 w Sanoku. Został pochowany w grobowcu rodzinnym rodziny Kurasiewiczów na cmentarzu przy ul. Rymanowskiej w Sanoku.